# Август Спайс
Август Винсент Теодор Спайс ( на английски: August Vincent Theodore Spies; 10 декември 1855 – 11 ноември 1887) е американски тапицер, радикален работнически активист и редактор на вестник. Спайс е запомнен като един от анархистите в Чикаго, които са признати за виновни в заговор за извършване на убийство след бомбена атака срещу полицията в събитие, запомнено като аферата Хеймаркет. Спайс е един от четиримата, които са екзекутирани след това събитие.

## Заден план
Спайс е роден на 10 декември 1855 г. в разрушен замък, превърнат в правителствена сграда на планината Ландекерберг в провинция на Хесен, Германия. Баща му е бил държавен горски служител.
Спайс по-късно си спомня, че той е имал приятно и привилегировано детство, пълно с отдих и учене. Обучаван е от частни учители и е обучен за кариера, следвайки стъпките на баща си като държавен лесовъд. Баща му умира внезапно през 1871 г., обаче, слагайки край на удобната финансова ситуация за майка му, и Август е решен да тръгне за нов живот в Америка, страна, в която вече има редица финансово успешни роднини.

## В Чикаго
Спайс се установява в Чикаго, където става тапицер, включвайки се в профсъюзна дейност. Поради несправедливостите, на които е свидетел, Спайс се присъединява към Социалистическата работническа партия през 1877 г. Той се очертава като лидер на радикалната фракция на SLP; тази фракция провокира разцепление в партията, като парадира по улиците във военни униформи и мускети на рамо. След като англоезичната секция на SLP се опитва да се обедини с реформаторската Лейбъристка партия на Грийнбек през 1880 г., Спайс помогна за организирането на поглъщането на изпълнителния комитет на партията и изгони компромисистите. Когато националното ръководство на SLP заклейми чикагските радикали и премахна техния вестник Арбайтерцайтунг от своя списък с партийни органи, шпионите ръководят формирането на революционна алтернатива на SLP. През 1883 г. Спайс е лидер на Революционния конгрес, проведен в Питсбърг, който официално стартира Международната асоциация на трудещите се в Америка.
Спайс се присъединява към персонала на Арбайтерцайтунг през 1880 г., като става редактор през 1884 г.

## Аферата Хеймаркет
Говорейки на митинг пред завода за машини за прибиране на реколтата Маккормик на 3 май 1886 г., Спайс посъветва стачкуващите работници „да се държат заедно, да застанат зад профсъюза си, или няма да успеят“. Добре планирана и координирана, общата стачка до този момент остава до голяма степен ненасилствена. Когато обаче звънецът за края на работния ден прозвучава, група работници се втурват към портите, за да се изправят срещу стачколюбците. Въпреки призивите на Спайс към работниците да запазят спокойствие, избухна стрелба, докато полицията стреля по тълпата. В крайна сметка двама работници на McCormick са убити (въпреки че някои вестници казват, че има шест смъртни случая). Спайс по-късно ще свидетелства: „Бях много възмутен. Знаех от опит от миналото, че това избиване на хора е извършено с изричната цел да се победи осемчасовото движение.“
На следващия ден, 4 май, Спайс говори на митинга на площад Хеймаркет. Избухва насилие и е хвърлена бомба. Експлозията и последвалата стрелба довеждат до смъртта на осем полицаи и неизвестен брой цивилни. Седем мъже са арестувани, включително шпиони. По-късно Албърт Парсънс се предава.
Свидетели казват, че нито един от осемте обвинени мъже не е хвърлил бомбата. Според The Press on Trial Спайс е приключил речта си, но все още е бил на сцената, когато бомбата е избухнала. И осемте обаче са признати за виновни, а седем са осъдени на смърт. Единият, Оскар Нийби, е осъден на 15 години затвор.

## Пробен период
Илюстрация на Фронтис от автобиографията на Спайс (вляво), публикувана от съпругата му през януари 1887 г. Референция към тази рисунка е снимка, направена от студиото на Левин и Мол, около 1886 г. Студиото е съвместно работно място на Хенри Левин и Джейкъб Мол. По-късно през 1887 г. студиото се разделя на два различни издателя и снимки, свързани с чикагските анархисти (включително снимката на Спайс), препечатани от Джейкъб Мол с етикета „J. Maul“ (вдясно).
Август е изправен пред съда за заговор за убийството на полицай Матиас Деган със седем други мъже. Първоначално защитата се опитва да раздели подсъдимите на две групи. Шпионите трябва да бъдат изправени пред съда с още трима (Майкъл Шваб, Самуел Фийлдън и Оскар Нийби ), отделени от „Конспираторите от понеделник вечер“ (Луис Линг, Джордж Енгел и Адолф Фишер), по-екстремните обвиняеми, за които се твърди, че са присъствали на среща за планиране в мазето на Greif's Hall в нощта преди бомбардировката. Адвокатът на защитата Уилям А. Фостър обаче шокира колегите си и Спайс, като казва на съдията, че искането за разделяне на делата на подсъдимите едно от друго не трябва да забавя процеса и е просто повърхностно. Спайс предава бележка на друг адвокат, която гласи: „Какво, по дяволите, има предвид Фостър? Мислех, че искането ни е сериозно замислено“.
Албърт Парсънс по-късно ще се предаде и всичките осем обвиняеми са съдени като група. Спайс поддържа неговата невинност и въпреки скъпата грешка в съдебната зала, показва солидарност с другарите си по време на процеса, обжалванията и на бесилото. Спайс е един от тримата обвиняеми, заедно с Линг и Фишер, които са замесени в притежанието на бомби. Спайс свидетелства, че първо се е сдобил с динамита от любопитство. „Исках да експериментирам с динамит точно както бих взел револвер и излязох да тренирам.“ Той държи експлозивите под ръка, за да впечатли репортерите. „Репортерите ме безпокоеха много и винаги бяха готови за сензация и когато идваха в офиса, им показвах тези гигантски касети… те си отиваха и написваха голяма сензационна статия.“ (Giant Powder е марка динамит.)
По време на процеса съдията разрешава на съдебните заседатели да разгледат като доказателства статии, написани от подсъдимите в подкрепа на политическо насилие, разговори за желанието им за революция и други минали материали. На трибуната Спайс потвърждава, че е получил писмо от 1884 г. от Йохан Мост, анархист, автор на брошура с инструкции за динамита. В писмото на Мост се казва, че ще предостави на Спайс 20 или 25 фунта. на „лекарство“, което прокурорите казаха, че е код за динамит. В жалбата си защитата твърди, че полицията е иззела писмото от бюрото на Спайс без заповед, но апелативният съдия казва, че не може да продължи делото, тъй като адвокатите на защитата не са възразили срещу допускането на писмото по време на процеса.
Готфрид Уолер, колега анархист, свидетелства, че на срещата в „Грайфс Хол“ двама от конспираторите от понеделник вечер са се съгласили кодовата дума „Ruhe“ да бъде публикувана в Арбайтерцайтунг, за да призове анархистите на оръжие. Думата се появява в рубриката „Пощенска кутия“ на вестника на 4 май, деня на бомбардировката. Теодор Фрике, счетоводителят на вестника, свидетелства, че „Ruhe“ е написано с ръката на Аугуст Спайс. Малвърн Томпсън, бакалин, свидетелства, че е наблюдавал Спайс да се подготвя за митинга на Хеймаркет в „алеята на Крейн“, където чул Спайс да пита Майкъл Шваб: „Мислите ли, че един е достатъчен или не беше по-добре да отидем и да вземем още?“ и препратка към „пистолети“ и „полиция“. Томпсън казва, че е чул Шваб да казва на Спайс.
Томпсън каза, че двамата са се присъединили към трети мъж, когото Томпсън по-късно идентифицира като Рудолф Шнаубелт, главният заподозрян като хвърлящия бомба и зет на Шваб. Спайс подадава нещо на Шнаубелт, който го пъхва в джоба си, свидетелства Томпсън. Свидетелят Хари Гилмър свидетелства, че е видял Спайс да слиза от фургона и да запалят фитила за бомбата, хвърлена от Шнаубелт.
При произнасянето на присъдата Спайс осъди полицията и свидетелите на обвинението. „Нямаше никакви доказателства, представени от държавата, които да покажат или дори да покажат, че имам някакви познания за човека, който е хвърлил бомбата, или че самият аз имам нещо общо с хвърлянето на ракетата, освен ако, разбира се, не претегляте показанията на съучастниците на държавния прокурор и (инспектор Джон) Бонфийлд, показанията на Томпсън и Гилмър, според цената, която им беше платена за това.“
Спайс също обвинява, че един свидетел, Густав Легнер, може да докаже алибито си, но е бил заплашен от полицията и му е платено, за да напусне Чикаго. (Легнер съди Арбайтерцайтунг за клевета за повтаряне на твърдението на Спайс за подкуп, отричайки да му е казано да напусне града. Легнер казва, че е попитал Спайс преди да напусне града дали трябва да свидетелства и му е казано, че няма да е необходим. Арбайтерцайтунг се съгласява за отпечатване на оттегляне.) 
През 1887 г. Спайс и неговите съобвиняеми обжалват пред Върховния съд на Илинойс (122 Ил. 1), след това пред Върховния съд на Съединените щати, където са представлявани от Джон Рандолф Тъкър, Роджър Аткинсън Прайър, генерал Бенджамин Ф. Бътлър и Уилям П. Блек. Върховният съд на САЩ отхвърля молбата за certiorari (запис за грешка) с единодушно решение (123 US 131).
През януари 1887 г., докато все още е в затвора, Спайс се жени за Нина ван Занд (1862 – 1936). Тя е възпитаничка на колежа „Vassar“ и единственото дете на богат чикагски химик. Тя публикува статия за процеса срещу Чикагските рицари на труда. След смъртта на Спайс тя се омъжва за Стивън А. Малато, адвокат, през 1895 г. Те се развеждат през 1902 г. и тя се връща към фамилията Спайс. Нина Спайс умира на 12 април 1936 г.

## Смърт и наследство
Последните думи на Август Спайс са гравирани върху Паметника на мъчениците от Хеймаркет, Форест Парк, Илинойс, гробът на екзекутираните обвиняеми.
Двама от обвиняемите, Михаел Шваб и Самюел Фийлдън, искат помилване и присъдите им бяха заменени с доживотен затвор на 10 ноември 1887 г. от губернатора Ричард Джеймс Огълсби. Те са помилвани и освободени на 26 юни 1893 г. от Джон Питър Алтгелд, губернатор на Илинойс.
От останалите петима Луис Линг се самоубива в килията си като лапа капсула динамит, скрит в кутийка от пура на 10 ноември 1887 г. Спайс, Албърт Парсънс, Адолф Фишер и Джордж Енгел са обесени на следващия ден, 11 ноември 1887 г.
Докато се изправя пред смъртта си на бесилото, Спайс извиква: „Ще дойде денят, когато нашето мълчание ще бъде по-силно от гласовете, които удушаваш днес.“  Думите са гравирани върху паметника на мъчениците от Хеймаркет в гробището Forest Home във Форест Парк, Илинойс, където са погребани Спайс и другите мъченици от Хеймаркет.
1 май е избран за отбелязване на Международния ден на труда в памет на аферата Хеймаркет.